# سميرة أفندي
سميرة أفندي (بالإنجليزية: Samira Efendi)‏ (بالأذرية: Samirə Azər qızı Əfəndiyeva) هي مغنية أذربيجانية ولدت في 17 أبريل 1991.

## وصلات خارجية
- سميرة أفندي على موقع IMDb (الإنجليزية)
- سميرة أفندي على موقع ميوزك برينز (الإنجليزية)
- سميرة أفندي على موقع ديسكوغز (الإنجليزية)
- سميرة أفندي على موقع قاعدة بيانات الفيلم (الإنجليزية)